# Suomijärvi (sjö i Karvia, Satakunta)
Suomijärvi är en sjö i kommunen Karvia i landskapet Satakunta i Finland. Sjön ligger 140,8 meter över havet. Arean är 2,67 kvadratkilometer och strandlinjen är 12,25 kilometer lång. Sjön  ingår i Karvia å huvudavrinningsområde.   Den ligger omkring 81 kilometer nordöst om Björneborg och omkring 240 kilometer nordväst om Helsingfors. 
I sjön finns öarna Selkämäki och Hietakari. 